# 대한로봇교육문화협회
대한로봇교육문화협회는 대한민국 로봇과학의 활성화와 진흥을 위해 다양한 로봇과학과 교육문화를 접목시키고, 로봇과학문화 육성을 통한 지식기반 역할 및 교육서비스 강화, 사회적 약자 계층에 대한 로봇과학의 봉사 활동 강화, 대국민 마인드 확산, 로봇교육 및 과학문화 확산에 기여할 목적으로 2010년 8월 22일 설립허가된 대한민국 미래창조과학부 소관의 사단법인이다. 사무실은 대전광역시 서구 월평2동 271, 미래빌딩 202호이다.
신임이사장는 성학경 이사가 선임되었다
경기과학발명창의력대회등 4-5개지역에서 대회를 무료로 개최주관중이다